# Alberto Caracciolo
Alberto Caracciolo (San Pietro di Morubio, 22 gennaio 1918 – Genova, 4 ottobre 1990) è stato un filosofo e traduttore italiano.

## Biografia
Dopo gli studi liceali nella città di Verona, si trasferì a Pavia, dove fu alunno del Collegio Ghislieri e studiò Filosofia all'Università degli Studi di Pavia. In collegio fece la conoscenza di Teresio Olivelli, con il quale collaborò alla stesura dei Quaderni del ribelle. Olivelli divenne uno dei più noti martiri della Resistenza e a lui Caracciolo dedicò, su incarico del Rettore del Ghislieri stesso, una monografia. Nel dopoguerra inizia a insegnare nei licei (a Pavia, Lodi e Brescia), ma nel 1951 ottiene la cattedra di Estetica e viene chiamato all'Università degli Studi di Genova, dove inizia la sua carriera accademica, con studi che si allargheranno presto alla filosofia teoretica e alla filosofia della religione. Nel 1965 diventa titolare della prima cattedra italiana in “Filosofia della religione”, inaugurando presso l’Ateneo genovese una tradizione di studi filosofico-religiosi.

## Pensiero
La riflessione di Caracciolo si sviluppa inizialmente all'interno della tradizione crociana, ma poi acquisisce tratti più originali a contatto con la filosofia tedesca contemporanea: specialmente Karl Jaspers, Karl Löwith e Martin Heidegger, di cui ha tradotto in italiano - assieme alla moglie Maria Perotti Caracciolo - In cammino verso il Linguaggio del 1959. Di particolare interesse e importanza sono i suoi studi sul nichilismo - a partire dagli scritti su Giacomo Leopardi - e sulla dimensione religiosa dell'esistenza. Nella sua riflessione egli ha pure mostrato una forte attenzione per il rapporto tra pensiero e poesia, tra pensiero e musica. Tra i suoi allievi vi sono stati Carlo Angelino, Giovanni Moretto, Domenico Venturelli, Gerardo Cunico e Carlo Lottieri.

## Opere
- Teresio Olivelli. Biografia di un martire, Brescia 1947 (nuova edizione:1975).
- L'estetica di Benedetto Croce nel suo svolgimento e nei suoi limiti, Torino 1948 (edizioni successive: L'estetica e la religione di Benedetto Croce, Arona 1958, Genova, 1988).
- Scritti di estetica, Brescia 1949.
- Etica e trascendenza, Brescia 1950.
- Arte e pensiero nelle loro istanze metafisiche. I problemi della "Critica del giudizio", Milano 1953 (nuova edizione: Studi kantiani, Napoli 1995).
- La persona e il tempo, Arona 1955.
- Saggi filosofici, Genova 1955.
- Studi jaspersiani, Milano 1958.
- La religione come struttura e come modo autonomo della coscienza, Milano 1965 (nuova edizione: Genova 2000).
- Arte e linguaggio, Milano 1970.
- Religione ed eticità, Napoli 1971 (nuova edizione: Genova 1999).
- Karl Löwith, Napoli 1974 (nuova edizione: Brescia 1997).
- Pensiero contemporaneo e nichilismo, Napoli 1976.
- Nichilismo ed etica, Genova 1983.
- Studi heideggeriani, Genova 1989.
- Nulla religioso e imperativo dell'eterno, Genova 1990.

Opere postume
- Politica e autobiografia, Brescia 1993.
- Leopardi e il nichilismo, Milano 1994.
- La virtù e il corso del mondo. Lezioni anno accademico 1975-76, Alessandria 2002.

Traduzioni
- E. Troeltsch, L'assolutezza del Cristianesimo e la storia delle religioni, Napoli 1968.
- A. Lang, Introduzione alla filosofia della religione, in collaborazione con Maria Perotti Caracciolo, Brescia 1959-1969.
- M. Heidegger, In cammino verso il Linguaggio, in collaborazione con Maria Perotti Caracciolo, Milano 1973-1979-1990.
- W.F. Otto, Theophania. Lo spirito della religione greca antica, in collaborazione con Maria Perotti Caracciolo, Genova 1983.